# Paul Kuhlo

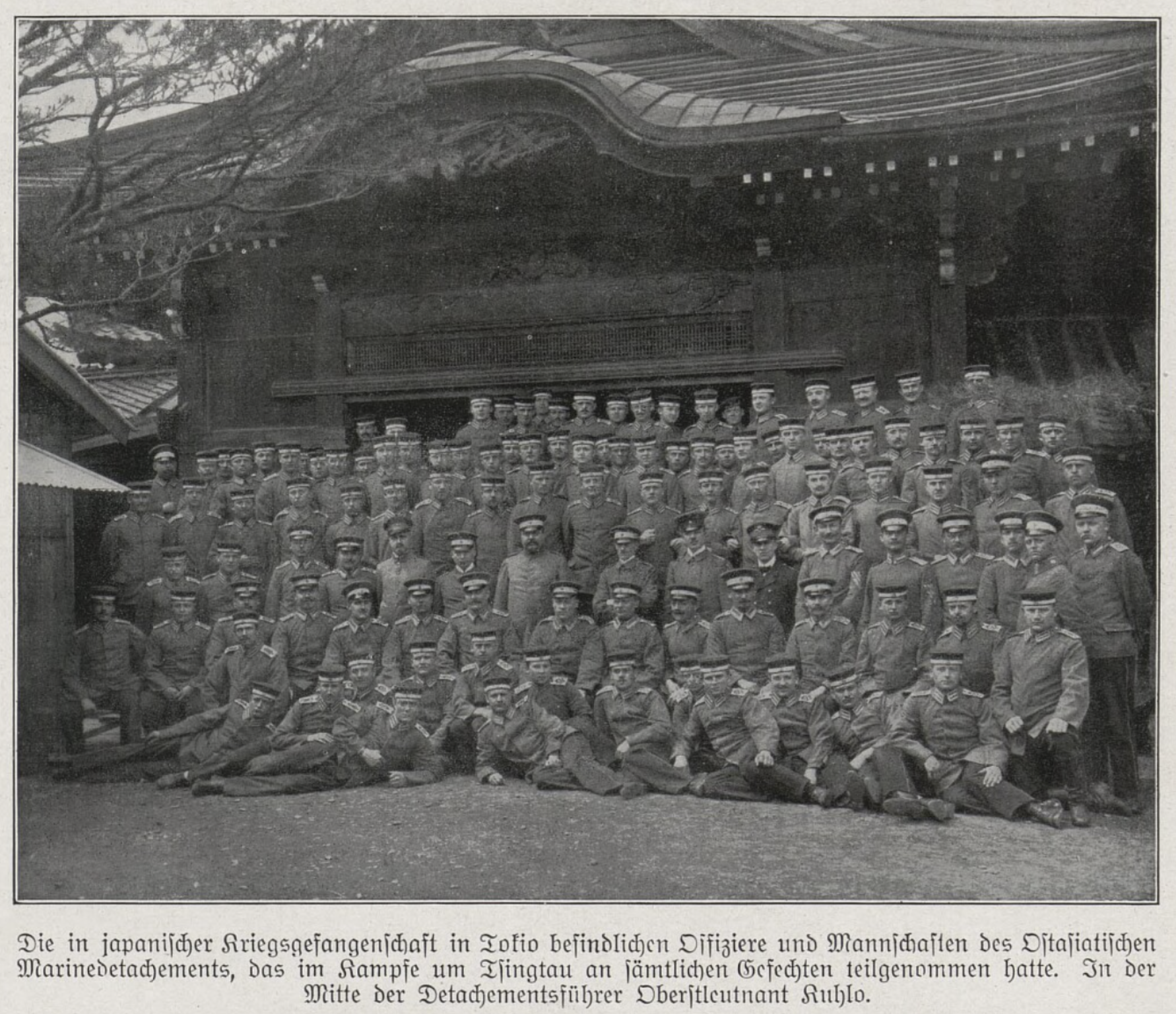
In der Mitte Oberstleutnant Kuhlo, deutsche Kriegsgefangene des Ostasiatischen Marine-Detachements in Tokio, 1915.

Paul Eugen Emil Kuhlo (* 27. April 1866 in Hamm; † 1943) war ein preußischer Oberst.

## Leben
Paul war ein Sohn des Schuldirektors in Bielefeld Karl Kuhlo und dessen Ehefrau Adelheid, geborene Hüking.
Nach seinem Abitur an einem Bielefelder Gymnasium trat Kuhlo am 30. März 1884 als Fahnenjunker in das 2. Nassauische Infanterie-Regiment Nr. 88 der Preußischen Armee ein und avancierte Mitte Februar 1886 zum Sekondeleutnant. Ab Oktober 1892 war er für zwei Jahre als Adjutant des Bezirkskommandos Nienburg/Weser kommandiert und stieg Mitte September 1893 zum Premierleutnant auf. Vom 1. Januar 1896 bis zum 30. September 1899 diente Kuhlo als Adjutant des III. Bataillons und wurde am 11. August 1900 unter Beförderung zum Hauptmann Chef der 1. Kompanie. Am 27. Dezember 1904 erfolgte mit Wirkung zum 2. Januar 1905 seine Kommandierung zum Seminar für Orientalische Sprachen nach Berlin. Nach erfolgreicher Absolvierung schied Kuhlo aus der Armee aus und wurde am 6. Mai 1905 als Adjutant in der Ostasiatischen Besatzungsbrigade in China angestellt. Mit der Rückführung der Brigade verblieb er in China und war ab Ende März 1906 als Adjutant und Dolmetscheroffizier beim Ostasiatischen Detachements in Tientsin tätig. In dieser Eigenschaft erhielt er im September 1906 die Krone zum Roten Adlerorden IV. Klasse. sowie die Erlaubnis zur Annahme der III. Klasse 1. Stufe des Ordens vom Doppelten Drachen. Mitte August 1908 rückte er zum überzähligen Major auf, schied Ende Januar 1909 aus dem Detachement aus und wurde beim Stab des Kaiser Franz Garde-Grenadier-Regiments Nr. 2 wieder in der Preußischen Armee angestellt. Dort erhielt er im Januar 1910 die Erlaubnis zur Annahme des Offizierskreuzes des Ordens des Heiligen Schatzes. Kurzzeitig war Kuhlo ab dem 19. Juni 1912 Kommandeur des II. Bataillons, bis er am 13. Juli 1912 erneut aus der Armee ausschied und mit der Uniform des III. Seebataillons anschließend in der Kaiserlichen Marine angestellt wurde. Dort übernahm er am 31. August 1912 die Führung des Ostasiatischen Marine-Detachements, das sich aus ca. 650 Mann in Tientsin und Peking formierte. In dieser Eigenschaft erfolgte am 22. April 1914 seine Beförderung zum Oberstleutnant der Marineinfanterie.
Das Detachement wurde vor Ausbruch des Ersten Weltkriegs am 28. Juli 1914 alarmiert und mit seinen drei Kompanien nach Tsingtau verlegt. Nach Ausbruch der Kampfhandlungen nahm er mit seinen Einheiten dort an der Verteidigung teil und befand sich nach der Kapitulation Kiautschous bis über das Kriegsende hinaus in Japan in Kriegsgefangenschaft. Während seiner Kriegsgefangenschaft wurde er am 30. Januar 1920 mit Patent vom 27. Januar 1917 zum Oberst befördert. Nach seiner Heimkehr nach Deutschland wurde Kuhlo mit Wirkung zum 10. März 1920 wieder in der Armee angestellt und der Abwicklungsstelle des 2. Garde-Regiments zu Fuß überwiesen.

## Schriften
- Die kriegerische Tätigkeit des Scheitherschen Jägerkorps. In: Nassovia. 1904.
- Die nassauische Brigade in Berlin 1806/07. In: Nassovia. Wiesbaden 1905.